# Karton (papir)
 For alternative betydninger, se Karton. (Se også artikler, som begynder med Karton)
Karton er papir i flere lag med en gramvægt på over 170 g/m².[kilde mangler] Dette giver karton egenskaber ved bukning, falsning osv., som almindeligt papir ikke har. 
Jo højere gramvægt, des stivere er kartonet. Meget stift karton benyttes ofte indendørs til skilte.
Karton har genbrugskoden "PAP".